# Szkoła berlińska (muzyka elektroniczna)
Szkoła berlińska – kierunek muzyki elektronicznej, oparty na sekwencyjnych, powtarzających się motywach, który wyłonił się we wczesnych latach 70. XX wieku na gruncie wcześniejszych poszukiwań niemieckich zespołów z nurtu rocka eksperymentalnego. Berliński styl komponowania i wykonywania muzyki elektronicznej to pochodna krautrocka, zaś twórcy tego kierunku mieli swą siedzibę w wówczas politycznie i fizycznie podzielonym murem berlińskim, Berlinie Zachodnim w Niemczech.

## Historia
Wszystko zaczęło się pod koniec 1969 roku, od rozmów matki perkusisty zespołu Agitation Free Christophera Frankego z Konradem Latte, dyrektorem Volksmusikhochschule (pol. Publiczna Miejska Szkoła Muzyczna) w Berlinie-Wilmersdorf. W efekcie zespół ten nawiązał współpracę ze szwajcarskim awangardowym kompozytorem Thomasem Kesslerem i wspólnie zainicjowali powstanie Electronic Beat Studio przy Pfalzburger Straße (Berlin-Wilmersdorf), które przekształciło się w kreatywne centrum eksperymentalne w pierwszej kolejności dla berlińskich formacji Tangerine Dream i Ash Ra Tempel. Przyszły lider tej drugiej Manuel Göttsching wraz ze swoim kolegą szkolnym Hartmutem Enke, początkowo miał okazję uczestniczyć w próbach Agitation Free oraz Tangerine Dream (zespołów, które wówczas również poszukiwały własnej tożsamości), a później kształcić się pod okiem Kesslera. W Beat Studio udzielał się także perkusista obydwu tych grup, a mianowicie Klaus Schulze. Innowacyjne nagrania Berlin School zwiastowały nowy styl muzyczny, a mianowicie ambient. Jego elementy są połączone z krótkimi, powtarzającymi się sekwencjami nut, co wzbogaciło go o elementy rytmiczne. Elementy melodyczne są tu często łączone z atonalnymi i eksperymentalnymi dźwiękami. Wczesna muzyka szkoły berlińskiej, generalnie pozbawiona jest perkusji, choć niektóre późniejsze utwory zawierają rozbudowane, wyszukane, kilkuwarstwowe sekwencje perkusyjne. Tempa w tych utworach, wahają się od bardzo wolnych lub nieistniejących do umiarkowanych. Od czasu do czasu w aranżacjach poszczególnych kompozycji pojawiły się też inne instrumenty, takie jak: gitara, wiolonczela, fortepian czy instrumenty dęte drewniane. Partie wokalne pojawiają się rzadko (poza taśmami „chóru” melotronu). Ogólne wrażenie potencjalnego słuchacza tych nagrań jest często opisywane jako kosmiczne, senne lub psychodeliczne – być może dlatego, że niektórzy z pionierów szkoły berlińskiej mieli swoje muzyczne korzenie w psychodelicznym rocku z lat 60. Identyfikacja tego gatunku z krautrockiem odróżniała go od bardziej perkusyjnej i zorientowanej na rytm szkoły düsseldorfskiej, do której należały zespoły Can, Cluster, Kraftwerk i Neu!. Zwłaszcza ostatnie dwa zespoły z tej listy – miały większy wpływ na synthpop i techno, podczas gdy szkoła berlińska była źródłem rozwoju – oprócz ambientu także muzyki elektronicznej, new age i trance.